# Старое Горохово
Старое Горохово (на руски: Старое Горохово) е село в западната част на Русия, част от Свердловски район на Орловска област. Населението му е около 36 души (2010).
Разположено е на 220 метра надморска височина в Средноруското възвишение, на 47 километра южно от Орел и на 56 километра североизточно от Железногорск.

## Известни личности
Родени в Старое Горохово
- Николай Лесков (1831 – 1895), писател